# (22901) Ivanbella
(22901) Ivanbella (1999 TY15) – planetoida z pasa głównego asteroid okrążająca Słońce w ciągu 4,11 lat w średniej odległości 2,57 au Odkryta 12 października 1999 roku.
Została nazwana na cześć pierwszego słowackiego kosmonautay, płk. Ivana Belli.